# 豊島音頭
豊島音頭（としまおんど）は、東京都北区豊島に昔からある音頭。
北区の小学校等で運動会のときに踊られている。